# 동덕여자중학교
동덕여자중학교(同德女子中學校)는 대한민국 서울특별시 서초구 방배동에 있는 강남 8학군 사립 중학교이다.

## 학교 연혁
- 1908년 4월 28일 : 춘강 조동식 선생 동원여자의숙을 설립
- 1909년 4월 1일 : 동원여자의숙과 동덕여자의숙을 병합하여 교명을 동덕여자의숙으로 함
- 1910년 3월 10일 : 동덕여자의숙 내에 중등속성과를 설립
- 1911년 4월 1일 : 속성과를 개편, 수업년한 3개년의 동덕여학교로 하고 설립자는 천도교주 손병희 선생, 학교장은 조동식 선생
- 1919년 12월 26일 : 학교는 조동식 선생이 인수하고 설립자가 됨
- 1926년 4월 27일 : 동덕여자고등보통학교(4년제)로 인가받음
- 1926년 5월 27일 : 이석구 선생이 교주로 취임
- 1926년 9월 9일 : 재단법인 동덕여학원의 설립인가를 받고 설립자를 재단으로 변경
- 1933년 10월 14일 : 동대문구 창신동에 본관 준공하고 교사를 이전
- 1946년 10월 29일 : 신교육령에 의하여 교명을 동덕여자중학교(6년제)로 함
- 1951년 8월 31일 : 학제 개정으로 동덕여자중학교(3년제)와 고등학교(3년제)로 개편
- 1964년 1월 10일 : 재단법인을 학교법인으로 변경
- 1969년 3월 1일 : 중,고등학교 분리
- 1986년 2월 15일 : 서초구 방배동 신축교사로 이전
- 1986년 4월 27일 : 창립 76주년 기념식 및 신축교사 준공식
- 1990년 9월 21일 : 생활관(동진회관) 준공
- 1999년 10월 16일 : 학교법인 이사장 조용각 박사 서거, 동덕여학단장으로 함
- 2015년 8월 10일 : 학교법인 이사장에 조원영 박사 취임
- 2020년 2월 1일 : 학교법인 동덕여학단을 학교법인 동덕학원으로 변경
- 2022년 9월 1일 : 학교장에 진영화 선생 취임

## 참고 자료
- 동덕여자중학교 - 한국교육학술정보원 학교알리미